# Iryna Yatchenko
Iryna Vasiliyevna Yatchenko (Gomel, 31 de outubro de 1965) é uma ex-atleta bielorrussa, campeã mundial do lançamento de disco.
Com um carreira de quase vinte anos no atletismo internacional, que começou no Campeonato Europeu de Atletismo de 1990, ainda representando a URSS, participou de cinco Jogos Olímpicos e se encerrou no Campeonato Mundial de Atletismo de 2009 em Berlim, foi umas mais longevas atletas da extinta União Soviética a competir após a dissolução do  país. Sua carreira se encerrou em 2010 aos 44 anos.
Foi campeã mundial em Paris 2003 e conquistou uma medalha de bronze olímpica nos Jogos de Sydney 2000; veio a conquistar um segundo bronze em Atenas 2004, que durou por oito anos. Em 2012, o Comitê Olímpico Internacional fez uma retestagem de todas as amostras guardadas de Atenas oito anos antes, usando métodos mais modernos de detecção de substâncias banidas, e as amostras de Yatchenko deram positivo para o esteroide anabolizante metandienona. Seus resultados daqueles Jogos foram anulados ela teve que devolver medalha, diploma e foi suspensa das competições por dois anos.